# Kristallklyftan
Kristallklyftan är titeln på en bok av David Eddings som är den tredje delen i serien Drömmarna.